# Rumble (website)
Rumble é uma plataforma de compartilhamento de vídeo canadiano com sede em Toronto. O serviço foi fundado em 2013 por Chris Pavlovski, um empresário de tecnologia do Canadá. A contagem mensal de usuários do Rumble experimentou um rápido crescimento desde julho de 2020, houve um salto de 1,6 milhões de usuários mensais para 31,9 milhões no final do primeiro trimestre de 2021.

## Utilizadores e conteúdo
Nos primeiros sete anos, o conteúdo do Rumble consistia principalmente em vídeos virais e notícias de fontes da mídia convencional. Em agosto de 2020, no entanto, o representante Devin Nunes acusou o YouTube de ser excessivamente censor em relação a seu canal e começou a postar seus vídeos no Rumble. Outros conservadores proeminentes, como Dinesh D'Souza, Sean Hannity e o deputado Jim Jordan, logo o seguiram.
A plataforma proíbe pornografia, assédio, racismo, anti-semitismo, violação de direitos autorais e conteúdo ilegal.
Usando dados de fevereiro de 2021, pesquisadores que estudavam teorias de conspiração e desinformação sobre COVID-19 observaram que vários criadores de conteúdo ganharam uma audiência receptiva no Rumble depois que suas produções foram removidas do YouTube ou Facebook. Eles incluem Del Bigtree, Sherri Tenpenny e Simone Gold.
Após a eleição presidencial de 2020 nos Estados Unidos, muitos utilizadores conservadores das principais plataformas de mídia social, como Twitter e Facebook, migraram para o Rumble. De acordo com a Fortune, antes dessa migração, o site era um "clone do YouTube" cheio de gravações caseiras.
Outros utilizadores e canais do Rumble incluem America's Funniest Home Videos, site de checagem de fatos Snopes, emissora americana EW Scripps Company, Hodgetwins, canais de notícias a cabo Newsmax e One America News Network (OANN) e a organização internacional de notícias Reuters.
O Rumble.com recebeu investimentos dos capitalistas de risco Peter Thiel e JD Vance. Os valores da rodada do Rumble ficaram em cerca de US$500 milhões.

## Interface
Junto com outras quatro guias em sua interface principal, Rumble apresenta "canais recomendados" para seguir e uma guia "ganhos" em sua interface. Rumble também permite que seus utilizadores gerem receita com seus vídeos.  Os utilizadores enviam vídeos licenciados para parceiros do Rumble, como o Yahoo! e Microsoft News, após o qual o dinheiro obtido com esses vídeos é depositado directamente na conta do usuário no Rumble.
Os usuários do Rumble podem ganhar dinheiro em um sorteio diário apenas deslizando para a esquerda ou para a direita para votar em vídeos e ganhar tíquetes. Quanto mais tíquetes um usuário tiver, mais apostas ele poderá enviar no sorteio de dinheiro.

## Ação judicial do Google
Em 11 de janeiro de 2021, Rumble entrou com uma ação antitruste contra o Google por causa de seus resultados de pesquisa, buscando indenizações superiores a US$ 2 bilhões. Rumble afirmou que o Google manipula seu algoritmo para favorecer o YouTube, que pertence à Google, em vez do Rumble nos resultados de pesquisa do Google. Rumble alega que isso reduz sua audiência e resulta em menores receitas de publicidade.

## Donald Trump
O ex-presidente dos EUA, Donald Trump, juntou-se oficialmente ao Rumble em 26 de junho de 2021 na preparação da gravação de seu comício em Ohio.

## Rumble no Brasil
Ainda não há uma representação do Rumble no Brasil, mas a empresa já manifestou interesse em iniciar suas operações no país.. 
Entretanto, o Rumble funciona sem nenhuma restrição no Brasil, podendo ser acessado pelo site do Rumble ou pelos sistemas Roku, IOS para iPhone e Google Play em aparelhos com Android.
Os criadores de conteúdo, Bruno Aiub, conhecido como Monark e o escritor Reginaldo Ferreira da Silva, conhecido como Ferréz, foram os primeiros brasileiros a ganhar notoriedade usando a plataforma. Após ter saído do Flow Podcast, Monark estreou no dia 4 de abril de 2022, o podcast chamado "Monark Talks".. O primeiro convidado foi o também criador de conteúdo, o youtuber de Minecraft, Eduardo Faria, conhecido como Venom Extreme. A primeira entrevista do canal já conta com 228 mil visualizações e o canal já tem mais de 53 mil inscritos em pouco mais de 9 horas desde que foi lançado. Ferréz estreará seu programa de entrevistas no dia 8 de abril de 2022. O jornalista Glenn Greenwald, radicado no Brasil, também adopta a plataforma Rumble.

## Bloqueios na França e Brasil
Após a invasão russa da Ucrânia em 2022, o Rumble não seguiu outras plataformas de mídia social, ao banir a mídia estatal russa da plataforma. Em Novembro daquele ano ocorreu o bloqueio dos serviços para a França, após a recusa em cumprir a exigência daquele país desse tipo de remoção. Em comunicado, o Rumble disse que os utilizadores na França não poderão mais aceder ao site, em resposta à exigência de "censura" de Paris.
“Recentemente, o governo francês exigiu que removessemos certas fontes de notícias russas do Rumble. Como parte de nossa missão de restaurar uma Internet livre e aberta, nos comprometemos a não mover as metas de nossas políticas de conteúdo”, dizia o Rumble, em nota. A empresa ainda acrescentou que iria “desafiar a legalidade” das exigências feitas pelo governo francês.
Depois de a Rússia ter invadido a Ucrânia, as sanções dos Estados Unidos e da Europa sobre Moscou incluíram proibições aos meios de comunicação estatais russos, incluindo o Sputnik e a RT. O RT migrou para o Rumble quando foi removido de múltiplas plataformas de streaming.
O Rumble disse que a decisão não afectaria materialmente a empresa, uma vez que pouco menos de um por cento da base de utilizadores assistia a vídeos da França. No entanto, esperava que Paris reconsiderasse a exigência, e permitisse à empresa retomar os serviços no país europeu.
O CEO da Rumble, Chris Pavlovski, disse que "como Elon Musk, também não moverá balizas para nenhum governo estrangeiro".
No final de 2023, foi a vez de o Brasil ser bloqueado, por conta de pedidos similares (e reiterados) do Poder Judiciário.
Em 21 de fevereiro de 2025, o ministro do Supremo Tribunal Federal (STF), Alexandre de Moraes, mandou bloquear o Rumble no Brasil por descumprimento das ordens judiciais.